# Max Möbius
Max Möbius (* 10. Juli 1901 in Wilschdorf; † 28. August 1978 in Dresden) war ein deutscher Maler und Grafiker.

## Leben und Werk
Möbius besuchte bis 1916 die Volksschule und machte von 1916 bis 1917 in Dresden eine Bäckerlehre. Nach deren Abbruch arbeitet er 1917 bei der Straßenbahn in Dresden als Kuppler und 1918 im Elsass als Armierungsarbeiter. Von 1919 bis 1921 hielt er sich an wechselnden Orten mit verschiedenen Aushilfstätigkeiten über Wasser. 1921 bis 1929 absolvierte Möbius eine Lehre als Dekorationsmaler und arbeitete als solcher bis 1929.
In seiner Freizeit malte er und absolvierte ein Abendstudium an den Kunstgewerbeschulen in Langen und Eisenach. Von 1926 bis 1928 besuchte er die Kunstgewerbeschule Eisenach. Ab 1926 war er Mitglied der KPD. Ab 1929 studierte Möbius bei Richard Müller, Ferdinand Dorsch und Max Feldbauer an der Kunstakademie Dresden. Bei Georg Lührig wurde er Meisterschüler. An der Akademie kam er in Kontakt mit Fritz Schulze, Eva Schulze-Knabe und Waldo Köhler. Seinen Lebensunterhalt sicherte er sich durch Arbeit als Dekorationsmaler. Nach seiner politisch begründeten Verweisung von der Akademie arbeitete er ab 1933 als selbständiger Maler in Dresden. 1935 war er kurzzeitig in Haft. Für die Zeit des Nationalsozialismus ist lediglich die Teilnahme an der Kunstausstellung Dresden des Sächsischen Kunstvereins 1936 nachgewiesen.
Von 1941 bis 1945 nahm Möbius als Soldat der Wehrmacht am Zweiten Weltkrieg teil. Nach Kriegsende arbeitete er in Dresden als freier Künstler. Er nahm aktiv am Wiederaufbau künstlerischer Aktivitäten teil. 1945/1946 beteiligte er sich an der ersten großen Kunstausstellung in Dresden („Freie Künstler. Ausstellung Nr. 1“) und 1946 an der „Ersten Kunstausstellung Dresdner Künstler-Kollektiv“, zu der u. a. Hans Grundig, Otto Dix, Wilhelm Lachnit, Curt Querner und Eva Schulze-Knabe gehörten. Möbius identifizierte sich mit den Zielen der Künstlergemeinschaft Das Ufer, „am Aufbau einer realistischen und ausdrucksstarken Kunst mitzuhelfen“ und „bewusst unter die Werktätigen zu gehen, um von ihrem Leben und von ihrer Arbeit zu lernen.“
So schloss er 1950 einen Patenschaftsvertrag mit dem Dresdner Leo-Werk, 1957 hatte er einen Studienaufenthalt im Chemiewerk Nünchritz und 1963 schloss er einen Werk- und Freundschaftsvertrag mit den Kamera- und Kinowerken Dresden.
Möbius war u. a. 1946 auf der Kunstausstellung Sächsischer Künstler mit 5 Arbeiten, 1946 auf der Allgemeinen Deutschen Kunstausstellung, 1948 auf der Ausstellung „150 Jahre soziale Strömungen in der bildenden Kunst“ und 1949 auf der 2. Deutschen Kunstausstellung in Dresden vertreten. Dort gehört er mit Fritz Skade zu den Künstlerkollektiven, die mit der Schaffung von Wandbildern beauftragt wurden. Die Bilder sollten „die gesellschaftlichen Veränderungen in der Ostzone und den Charakter des Zweijahrplanes zum Ausdruck bringen …“ 1946 gehörte Möbius zur Jury der Ausstellung Heimat + Arbeit in Dippoldiswalde.
1967 unternahm Möbius eine Reise nach Moskau und Leningrad.
Möbius war mit der Kunstgewerblerin Grete Möbius, geb. Zenker (1902–1979) verheiratet.
Werke von Möbius befinden sich u. a. in der Dresdener Galerie Neue Meister, im Museum der bildenden Künste Leipzig, in der Städtischen Sammlungen Freital (auf Schloss Burgk), der Kunstsammlung Lausitz in der Festung Senftenberg, im Museum Bautzen und im Sächsischen Kunstfonds.
Sein Nachlass liegt bei der SLUB Dresden (Mscr. Dresd. App. 2255).

## Mitgliedschaft in Künstlergruppen und -verbänden
- 1929–1933: Assoziation revolutionärer Bildender Künstler (ASSO)
- ab 1934 Reichskammer der bildenden Künste
- ab 1947: Das Ufer
- Mitglied und Zweiter Vorstand der „Produktionsgenossenschaft bildender Künstler Dresden“
- ab 1948: Künstlerbund
- Verband Bildender Künstler der DDR

## Werke (Auswahl)
- Mädchen mit Ponyfrisur (Kohlezeichnung, 1929; im Bestand des Stadtmuseums Dresden)[7]
- Arbeiterin (Tafelbild, Öl; 1932; im Bestand der Nationalgalerie Berlin)[7]
- Stillleben (1946 ausgestellt auf der Kunstausstellung Sächsischer Künstler)[3]
- Schlosserwerkstatt (Tafelbild, Öl; 1949; ausgestellt auf der 2. Deutschen Kunstausstellung)[8]
- Beweinung (1947 in der Ausstellung der Gruppe „Das Ufer“)[9]
- Stillleben mit Flasche und Äpfeln (Tafelbild, 1959; im Bestand der Dresdener Galerie Neue Meister)[7]
- Duett im Kinderferienlager (Tafelbild, Öl; 1952; ausgestellt auf der Dritten Deutschen Kunstausstellung)[10]

## Einzelausstellungen (Auswahl)
- 1944: Dresden, Kunsthandlung Hede Schönert
- 1946: Dresden, Akademie der Bildenden Künste
- 1950: Freital, Haus der Heimat
- 1964: Dresden, Leonhardi-Museum (mit Waldo Köhler)
- 1967: Freital, Haus der Heimat
- 1976: Dresden, Institut für Rationalisierung der Elektrotechnik
- 1978: Dresden, Bezirksparteischule der SED
- 1981: Dresden, Kunstausstellung Kühl